# Jurenák Kálmán
Sultzi Jurenák Kálmán, Kalman de Jurenak (Hódmezővásárhely, 1924. február 24. – Sydney, 2017. február 2.[forrás?]) tartalékos huszártiszt, zsoké, olimpiai edző. A magyar lovaskultúra "nagykövete", nemzetközileg elismert szakember és a legmagasabb magyar lovas kitüntetés a Gróf Széchenyi István Emlékérem birtokosa.

## Fiatalkora
1924-ben született, édesapja Kálmán a francia Jurenák de Sultz nemesi család szentesi ágának sarja, hódmezővásárhelyi bankigazgató. Édesanyja dezséri Cicatricis Ilona, dr. Cicatricis Lajos főispán lánya. A fiatal Jurenák már hamar kapcsolatba került a lovaglással és nagy csodálója lett annak. 1942-ben, miután betöltötte 18. életévét önkéntesen jelentkezett huszárönkéntesnek a hadseregbe. A világháborúban hadifogságba esett és csak 1947-ben tért vissza. A kilátás nélküli helyzet láttán 1949-ben eldöntötte, hogy Amerikába emigrál. A tervét az törte ketté, hogy ebben az évben már hatályban volt egy olyan törvény, ami megtiltotta a hadsereg tisztjeinek az Amerikába való kivándorlást. Ekkor változtatott, az akkor még tartalékos tiszt az útirányon és indult Ausztráliába.

## Pályafutása
Ausztrálián Perth városában lovasiskolát nyitott és az "I take in difficult horses to correct"' szlogennel reklámozta azt. Ezt követően lova, Faruk nyergében megnyerte Ausztrália legnagyobb lovasversenyét. Franz Mairinger felkérésére 1958-ban az ausztrál olimpiai keret edzője lett, akikkel 1960-ban aranyérmet nyert a római olimpián  lovastusában. Ezután Új-Zélandra távozott, ahol  német kapcsolatait felhasználva a hannoveri tenyésztés egyik megalapítójává vált. Az általa kigondolt tenyésztési koncepció alapján létrehozott állomány lovai több olimpián is bizonyítottak.
1964-től ismét az olimpiai csapat trénereként dolgozott.
1979-től ismét Nyugat-Németországban tevékenykedett, a Hannoveri Szövetség munkatársaként elsősorban az angol, amerikai és ausztrál ügyfelek tartoztak hozzá. Verdenben élt, 2017 januárjában tért vissza Ausztráliába.

## Classical Schooling
Jurenák Kálmán sokéves és különböző országokban szerzett tapasztalatát egy kétrészes DVD filmben foglalta össze. A film első része a lovak alapképzésének fontosságát és az alapvető lépéseket mutatja be.  A film második része részletezi és elmagyarázza a gyakorlatokat, a lehetséges problémákat és azoknak a megoldásait.